# Сен-Пуанж
Сен-Пуа́нж (фр. Saint-Pouange) — коммуна во Франции, находится в регионе Шампань — Арденны. Департамент — Об. Входит в состав кантона Буйи. Округ коммуны — Труа.
Код INSEE коммуны — 10360.
Коммуна расположена приблизительно в 145 км к юго-востоку от Парижа, в 85 км южнее Шалон-ан-Шампани, в 9 км к югу от Труа.

## Население
Население коммуны на 2008 год составляло 886 человек.
| 1962 | 1968 | 1975 | 1982 | 1990 | 1999 | 2008 |
| ---- | ---- | ---- | ---- | ---- | ---- | ---- |
| 136  | 207  | 296  | 589  | 778  | 719  | 886  |

## Экономика

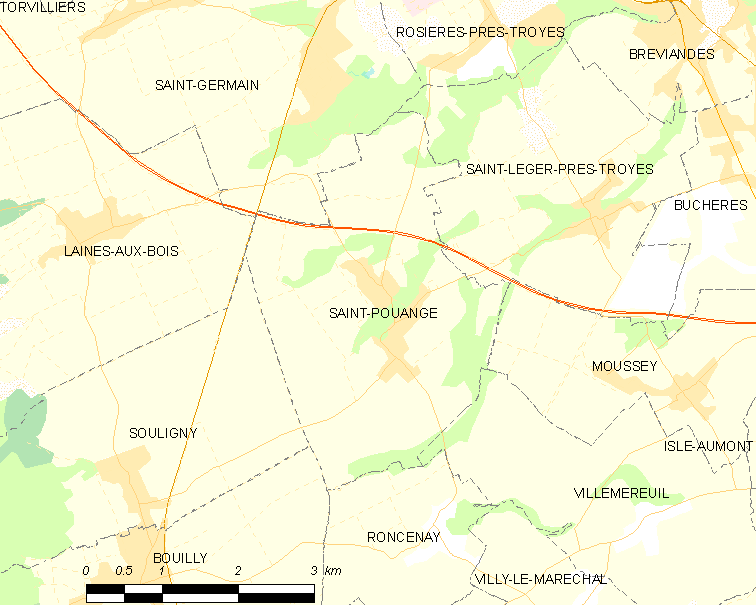
Карта коммуны

В 2007 году среди 671 человека в трудоспособном возрасте (15—64 лет) 440 были экономически активными, 231 — неактивными (показатель активности — 65,6 %, в 1999 году было 77,2 %). Из 440 активных работали 416 человек (245 мужчин и 171 женщина), безработных было 24 (9 мужчин и 15 женщин). Среди 231 неактивных 138 человек были учениками или студентами, 56 — пенсионерами, 37 были неактивными по другим причинам.